# 犬養五十君
犬養 五十君（いぬかい の いきみ）は、飛鳥時代の人物。姓は連。
大化2年（646年）に失政を犯した国司の部下として咎められた。672年の壬申の乱では大友皇子（弘文天皇）の将として活躍したが、敗れて殺された。

## 出自
犬養氏（犬養連）は出自は明らかでないが、海犬養連・県犬養連・阿曇犬養連等と同様に、犬養部（犬を飼育し狩猟等に従事する品部）の伴造家であるという。

## 経歴
少なくとも孝徳天皇の代の始め、おそらくその前代の皇極朝の頃から、東国の国司紀麻利耆拖の部下の官人であった。東国の中のどの国かは不明である。大化2年（646年）3月19日、東国の国司の仕事振りを監察した使者の言で、紀麻利耆拖の犯した罪に関連して、犬飼五十君も過失があるとされた。このときは同時に多数の国司・官人が弾劾されており、天皇は罪があったものを戒めつつ大赦した。『日本書紀』のこの記事では、姓なしに「犬養五十君」と記されている。
その後、斉明天皇、天智天皇の代に五十君に関する記録はなく、672年の壬申の乱で、「犬養連五十君」が大友皇子側の将として現れる。大海人皇子（天武天皇）に与して倭（大和国）で兵を挙げた大伴吹負の軍に対し、五十君は北から攻撃する将になった。7月4日に勝利をあげながら退いた大野果安と交代したものだが、その日付ははっきりしない。このとき、西の河内国から進攻して協同するはずだった味方の壱伎韓国は既に敗れ、敵の大友吹負は東方から数万人の増援を受け取っていた。
大友吹負は軍を上・中・下の道に分けて配置した。五十君は、中道を進んで村屋に布陣し、別将廬井鯨に200の精兵を与えて、中道にあった吹負の本営を衝かせた。鯨は優勢だったが徳麻呂ら5人の働きで止められた。この間に、三輪高市麻呂と置始菟が率いる敵軍が箸陵（箸墓古墳）で犬養の軍の左翼を破り、鯨の背後にまわった。鯨は敗走した。この戦いの日付はわからない。戦いの後、吹負は追撃せずに軍を立て直すため倭京に戻った。
五十君はこれ以後倭の方面には攻撃をかけなかった。『日本書紀』に明言はされないが、主戦線の近江国の戦況が悪化したため、そちらに転じた可能性がある。少なくとも、最終決戦となった7月22日の瀬田の戦いには五十君も参加したと思われる。7月23日に、瀬田のそばにある粟津市で、五十君と谷塩手は斬られた。同じ日に大友皇子は自殺し、壬申の乱は終結した。